# Thomson (компания)
Thomson — одна из крупнейших в мире медиагрупп второй половины XX века — начала 2000-х годов, действовала в США, Канаде и Великобритании. После приобретения ею в августе 2008 года агентства Рейтер преобразована в корпорацию Thomson Reuters.
Thomson контролировала британские газеты Times и Sunday Times, канадскую Globe and Mail. В 1981 году компания продала почти весь газетный бизнес, сохранив подразделения, специализирующиеся на предоставлении подписчикам финансовой, юридической и медицинской информации. Также вела активную книгоиздательскую деятельность. Несмотря на то, что большинство активов компании находились в Канаде и Великобритании, штаб-квартира была расположена в США, в городе Стэмфорд, штат Коннектикут.

## Собственники и руководство
70 % акций компании принадлежало основателям — англо-канадской семье Томсон, получивших в 1964 году наследственный титул баронов Флит.

## Деятельность
Выручка Thomson Corp. в 2006 году составила $6,64 млрд, чистая прибыль — $1,12 млрд.